# Monte Totoga
Il Monte Totoga (Tatóga in dialetto primierotto) è situato per metà nel comune di Imèr e per metà in quello di Canal San Bovo.
A ovest il monte scende nella valle del Vanoi ed a est in quella dello Schenèr. L'estremo sud segna il confine del Trentino-Alto Adige con la provincia di Belluno, con i comuni di Lamon (ovest) e Sovramonte (est).
La montagna è importante per la grande varietà di flora presente e per i cunicoli dai grandi finestroni (stòli) risalenti alla prima guerra mondiale dove erano installati 4 pezzi d'artigliera italiana 75A posizionati in modo da controllare il monte Cauriòl.
Inoltre è famosa nell'ambiente dell'arrampicata per ospitare l'omonima falesia di arrampicata sportiva "Totoga", famosa per essere una delle prime falesie di alto livello in Italia e sviluppata da Maurizio "Manolo" Zanolla.
Sono presenti inoltre molti fabbricati rurali e un rifugio del Corpo forestale della Provincia autonoma di Trento.
Sul versante est si trova la chiesetta di San Silvestro. I prati, benché inclusi nel comune di Canal San Bovo, venivano sfruttati per lo sfalcio sino a pochi anni fa dagli abitanti di Imèr.